# KFC Paal-Tervant
KFC Paal-Tervant is een Belgische voetbalclub uit het Limburgse dorp Paal. De club is bij de KBVB aangesloten met stamnummer 1913. De fusieclub speelt op de vroegere locatie van AC Tervant (Duistbosstraat).

## Geschiedenis
De club is opgericht in 1924 als KFC Flandria Paal, maar werd in 2018 na een fusie met AC Tervant hernoemd naar KFC Paal-Tervant.

## Resultaten
Deze tabel geeft enkel de seizoensresultaten weer vanaf het seizoen 2004/05.
| Seizoen                                             | Klasse | Klasse | Klasse | Klasse | Klasse | Klasse | Klasse | Klasse | Klasse | Reeks                                                    | Punten                                                   | Opmerkingen                                              |
|                                                     | I      | I      | II     | III    | IV     | P.I    | P.II   | P.III  | P.IV   | Vanaf 1952/53 zijn er 4 nationale niveaus                | Vanaf 1952/53 zijn er 4 nationale niveaus                | Vanaf 1952/53 zijn er 4 nationale niveaus                |
| --------------------------------------------------- | ------ | ------ | ------ | ------ | ------ | ------ | ------ | ------ | ------ | -------------------------------------------------------- | -------------------------------------------------------- | -------------------------------------------------------- |
| 2004/05                                             |        |        |        |        |        |        |        | 1      |        | Derde Prov. Limb. A                                      | 67                                                       |                                                          |
| 2005/06                                             |        |        |        |        |        |        | 3      |        |        | Tweede Prov. Limb. A                                     | 56                                                       | Promotie via eindronde                                   |
| 2006/07                                             |        |        |        |        |        | 16     |        |        |        | Eerste Prov. Limb.                                       | 16                                                       |                                                          |
| 2007/08                                             |        |        |        |        |        |        | 12     |        |        | Tweede Prov. Limb. A                                     | 33                                                       |                                                          |
| 2008/09                                             |        |        |        |        |        |        | 13     |        |        | Tweede Prov. Limb. A                                     | 29                                                       | Degradatie na eindronde                                  |
| 2009/10                                             |        |        |        |        |        |        |        | 6      |        | Derde Prov. Limb. A                                      | 54                                                       |                                                          |
| 2010/11                                             |        |        |        |        |        |        |        | 5      |        | Derde Prov. Limb. A                                      | 55                                                       | Niet-succesvolle deelname aan promotie-eindronde         |
| 2011/12                                             |        |        |        |        |        |        |        | 3      |        | Derde Prov. Limb. A                                      | 50                                                       | Promotie na eindrondes                                   |
| 2012/13                                             |        |        |        |        |        |        | 8      |        |        | Tweede Prov. Limb. B                                     | 40                                                       |                                                          |
| 2013/14                                             |        |        |        |        |        |        | 11     |        |        | Tweede Prov. Limb. A                                     | 41                                                       |                                                          |
| 2014/15                                             |        |        |        |        |        |        | 13     |        |        | Tweede Prov. Limb. A                                     | 27                                                       |                                                          |
| 2015/16                                             |        |        |        |        |        |        | 4      |        |        | Tweede Prov. Limb. A                                     | 57                                                       | Niet-succesvolle deelname aan promotie-eindronde         |
|                                                     | 1A     | 1B     | 1Am    | 2Am    | 3Am    | P.I    | P.II   | P.III  | P.IV   | Vanaf 2016-17 zijn er 3 nationale en 2 regionale niveaus | Vanaf 2016-17 zijn er 3 nationale en 2 regionale niveaus | Vanaf 2016-17 zijn er 3 nationale en 2 regionale niveaus |
| 2016/17                                             |        |        |        |        |        |        | 4      |        |        | Tweede Prov. Limb. A                                     | 50                                                       | Niet-succesvolle deelname aan de promotie-eindronde      |
| 2017/18                                             |        |        |        |        |        |        | 15     |        |        | Tweede Prov. Limb. A                                     | 28                                                       |                                                          |
| Verder als KFC Paal-Tervant na fusie met AC Tervant |        |        |        |        |        |        |        |        |        |                                                          |                                                          |                                                          |
| 2018/19                                             |        |        |        |        |        |        | 8      |        |        | Tweede Prov. Limb. A                                     | 43                                                       |                                                          |
| 2019/20                                             |        |        |        |        |        |        | 10     |        |        | Tweede Prov. Lim. B                                      | 29                                                       | Vroegtijdig stopgezet wegens de Coronacrisis.            |
| 2020/21                                             |        |        |        |        |        |        | -      |        |        | Tweede Prov. Lim. A                                      | -                                                        | Geschrapt wegens de Coronacrisis.                        |
| 2021/22                                             |        |        |        |        |        |        | 13     |        |        | Tweede Prov. Lim. A                                      | 30                                                       |                                                          |
| 2022/23                                             |        |        |        |        |        |        | 10     |        |        | Tweede Prov. Lim. A                                      | 41                                                       |                                                          |
| 2023/24                                             |        |        |        |        |        |        | 9      |        |        | Tweede Prov. Lim. B                                      | 39                                                       |                                                          |
| 2024/25                                             |        |        |        |        |        |        | 4      |        |        | Tweede Prov. Lim. B                                      | 51                                                       |                                                          |
| 2025/26                                             |        |        |        |        |        |        |        |        |        | Tweede Prov. Lim. B                                      |                                                          |                                                          |

## Bekende ex-spelers
- Walter De Greef (jeugd, 1967-'75)
- Kurt Van De Paar (jeugd, 1986-'89)
- Jentl Gaethofs (jeugd, 1999-'01)